# Camp profund sud del Hubble
El camp profund sud de l'Hubble o Hubble Deep Field South és una imatge composta de centenars d'imatges individuals fetes per la càmera Wide Field and Planetary Camera 2 del telescopi espacial Hubble en 10 dies en els mesos de setembre i octubre del 1998. Va ser una continuació del gran èxit aconseguit per la imatge camp profund de l'Hubble o Hubble Deep Field en facilitar l'estudi de galàxies extremadament llunyanes en les primeres etapes de la seva evolució. Mentre que la càmera WFPC2 prenia imatges òptiques profundes, els camps propers van ser simultàniament fotografiats per Space Telescope Imaging Spectrograph (STIS) i la Near Infrared Camera and Multi-Object Spectrometer (NICMOS).